# Cnobloch (Adelsgeschlecht)

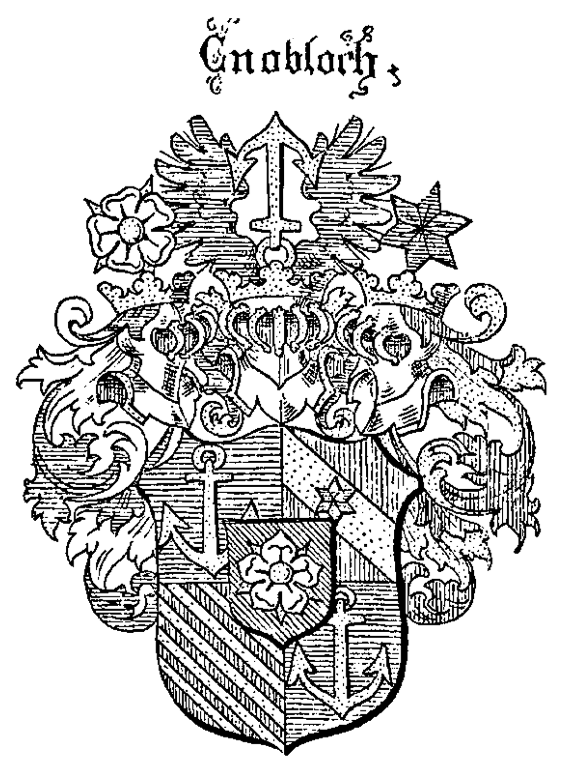
Wappen derer von Cnobloch in Siebmachers Wappenbuch

Cnobloch ist der Names eines sächsisch-österreichischen Adelsgeschlechts.

## Geschichte
Das Geschlecht wurde am 30. März 1838 von Herzog Joseph von Sachsen-Altenburg in der Person des königlich-kaiserlich privilegierten Großhändlers Friedrich Sigmund von Cnobloch, gebürtig aus Freyburg an der Unstrut, verheiratet mit einer von Henikstein, in Wien in den Freiherrenstand erhoben. Von Dresden siedelte er nach Österreich, zuletzt nach Graz um. Die Eheleute hatten drei Söhne, alle kaiserlich-königlich Offiziere. Zwei von ihnen kauften sich in Kärnten ein. Dort besaßen sie u. a. Farchern, einst Litzlhof genannt, Schloss Portendorf und Trarichhof zu Farrach im Lavanttal.

## Persönlichkeiten
- Carl Freiherr von Cnobloch (* 6. Mai 1829 in Dresden; † 1. September 1904 in Taborhof), österreichischer Offizier
- Hans Alois Alfred von Cnobloch (* 6. März 1871 in St. Ruprecht; † 19. Februar 1962 in Salzburg), österreichischer Diplomat

## Wappen
Blasonierung: Geviert von Blau und Rot mit grünem Herzschild, darin eine silberne Rose mit goldenen Samen. Felder 1 und 4 ein goldener Anker, Feld 2 ein goldener Schrägbalken mit einem blauen Stern belegt, Feld 3 fünf goldene Schrägrechtsbalken. Drei gekrönte Helme: I. mit blau-silbernen Helmdecken die silberne Rose, II. mit blau-goldenen Decken ein gestürzter Anker zwischen einem offenen blauen Flug, II. mit rot-goldenen Decken der blaue Stern.